# Nattens lekar
Nattens lekar är en novellsamling av Stig Dagerman, utgiven av Norstedts förlag 1947. Det var Dagermans första novellsamling och den enda som han själv sammanställde. 
Novellerna uppvisar Dagermans breda litterära register, med såväl vardaglig realism som djupt symboliska berättelser. Med inspiration från Pär Lagerkvist, Franz Kafka och Albert Camus skildras en stundtals grym tillvaro där trösten är en bristvara.
År 2014 utkom en ny utgåva, Nattens lekar. Samlade noveller och prosafragment, som utöver de sjutton novellerna från originalboken även innehåller Dagermans alla övriga noveller och prosafragment samt ett förord av den irländske författaren Colm Tóibin och kommentarer av Hans Sandberg.

## Noveller
Nattens lekar
Novellen handlar om den unge pojken Åke som ägnar sig åt nattliga lekar och fantasier om ett lyckligt familjeliv för att uthärda sin tillvaro med en alkoholiserad far. 
Bon soir
Berättelsen är en skildring av pubertetsångest i idyllisk skärgårdsmiljö. Den handlar om en femtonårig tidningspojke på en skärgårdsbåt som om natten drömmer om erotik och hatar sin kropp. Den halvimbecilla diskerskan Greta, som är "fin i franska" och dagarna i ända säger "Bon soir", lovar att inviga honom i kärlekens mysterier, men strax innan det ska ske blir hon gripen för sedlighetsbrott efter att spridit en skamlig sjukdom. Tidningspojken går in på toaletten och kräks och tänker "Kan det bli hur smutsigt som helst det här". Novellen har delvis självbiografisk bakgrund då Dagerman själv var tidningpojke på en skärgårdsbåt i tonåren.
Snöblandat regn
Novellen handlar om en nioårig pojke som bor tillsammans med sin mor och morfar på landet. I hemmet finns även morbrodern Alvar och pigan Sigrid som i hemlighet är förtjusta i varandra. Det är en kall oktoberdag med snöblandat regn och man förbereder sig för att morfaderns syster ska komma på besök från Amerika. När hon väl kommer bryr sig dock inte den åldrade morfadern om henne. Systern rusar besviken ut och pojken följer efter. Hon gråter och frågar honom om han är pojken utan pappa. Pojken blir först förskräckt då han tror att det är känt i hela Amerika att han inte har någon pappa. Men när hon omfamnar honom blir han rörd och börjar gråta, men säger att det bara är snöblandat regn som fallit i ansiktet. 
Saltkött och gurka
Var är min islandströja?
Den hängdes träd
Öppna dörren, Richard!
De obarmhärtiga
Den främmande mannen
Män med karaktärer
Mannen som inte ville gråta
Handlar om en man som arbetar på kontor. Han anklagas för att ha visat likgiltighet och inte gråtit när det utlysts landssorg efter att en stor skådespelerska avlidit. Hans chef uttrycker oro över vilket rykte firman kan få med sådana känslolösa anställda och låser in honom i ett rum tillsammans med en medarbetare för att få honom att börja gråta.
Tornet och källan
En man har dragit sig tillbaka i ett gammalt kloster vid en källa. Allmänheten, eller "Det Allmänna" som han föraktfullt kallar dem, kommer för att besöka platsen och han guidar dem med delvis påhittade historier om klostrets historia. Ett sällskap med ungdomar hånar honom, förorenar källan och låser in honom i ett torn. Han räddas av två äldre damer, men när han börjar berätta sina historier om klostret för dem anklagar de honom för att vara en lögnare och att han är överflödig eftersom det finns en bok om klostret.
Min son röker sjöskumspipa
Huvudpersonen och berättaren lever i en total ensamhet, utan vänner, förtrogna eller hyresgäster till de rum han vill hyra ut. Han tror att allt beror på att hans son har börjat röka sjöskumspipa. 
När det blir riktigt mörkt
Mannen från Milesia
Den dödsdömde
Handlar om en man som blir oskyldigt dömd till döden för att ha mördat sin hustru. Han benådas i sista stund men kan inte uppskatta sin frihet. Novellen ligger till grund för Dagermans teaterpjäs med samma titel. 
Vår nattliga badort
En symbolisk berättelse som skildrar en skräpig och smutsig badort som människans sanna tillvaro. Dagerman valde denna novell som sitt bidrag till antologin Min bästa novell (1952).

## Mottagande
Om boken skrev Stig Carlson i Morgon-Tidningen:
""Nattens lekar" är en novellsamling av det ovanliga slaget. Det finns inget slumpartat, tillfälligt i den. Allt är genomandat av äkta upplevelse och man läser den i en känsla att sitta i sällskap med en författare som vet åtskilligt om de sidor av livet som inte vetter utåt. Av alla Dagermans böcker hittills är "Nattens lekar" den som ger de mest avgörande löftena, som pekar framåt mot diktarens obegränsade möjligheter att gestalta och dokumentera."
I Göteborgs Handels- och Sjöfartstidning skrev Henning Söderhjelm:
"Det är ganska fantastiskt hur lätt Stig Dagerman har för att skriva. När man läser honom har man känslan att hans prosa formar sig själv. De rätta orden placera sig på rätt ställe, satsernas följd är så naturlig som om det varit förutbestämt att de skulle rada upp sig just på det sättet. Ingen stilistisk möda kan spåras, hur olika de behandlade ämnena än äro."
Till de mer kritiska hörde Karl Ragnar Gierow i SvD som uppfattade Nattens lekar som en mellanbok där några av novellerna "äro raskt tillskurna efter moderna standardmått av ett stoff, föga stadigare än kejsarens nya kläder, och sänka därigenom samlingens värde". Men han tyckte samtidigt att boken var löftesrik: "Vad Dagerman med sina givmilda uttrycksmöjligheter och sin uppslagsrika fantasi åstadkommer, när han riktigt tagit verkligheten i besittning, bör kunna bli något mindre vanligt". 

## Digitaliserad utgåva
- Nattens lekar. Stockholm: Norstedt. 1947. Libris j3t5t7hzgz84bd34. https://gupea.ub.gu.se/2077/84514

## Översättningar
Boken har översatts i sin helhet till danska (Nattens lege, 1949). Novellerna har också utkommit i urval, oftast tillsammans med andra noveller: på engelska (The games of night, 1959), på tyska (Spiele der nacht, 1961 och Der mann, der nicht weinen wollte, 1970), på estniska (Öö mängud, 1964), på nederländska (Natte sneeuw, 1965), på bulgariska (Noščni igri, 1989), på portugisiska (Jogos da noite, 1992), på italienska (I giochi della notte, 1996), på norska (Nattens leker, 1999) och på franska (i Tuer un enfant, 2007).

## Nattens lekar. Samlade noveller och prosafragment (2014)
Förord
- En mästare i frånvarons konst, av Colm Tóibin

Del 1 Nattens lekar
Del 2 Noveller
- Ett barns memoarer
- Vårt behov av tröst är omättligt
- Hunden och ödet
- Det var en gång en maj
- Lördagsresa
- Processen
- De röda vagnarna
- Lorden som jag rodde
- Att döda ett barn
- En mindre tragedi
- Midsommarnattens köld är hård
- Stockholmsbilen
- Överraskningen
- Åttonde dagen
- Ett parti plånboksschack
- Om vintern i Belleville
- I farmors hus
- När det bär av

Del 3 Prosafragment
- En hund begraven
- Resenären
- Förr i världen
- Tusen år hos Gud

Kommentarer
- Kommentarer av Hans Sandberg